# Председник Исламске Републике Иран
Председник Исламске Републике Иран је шеф владе, а не државе у Исламској Републици Иран. Врховни вођа је шеф државе, и по Уставу изнад њега и као такав је врховни командант војске.
Према Уставу Исламске Републике Иран, председник обавља дужности извршне власти међу којима су и потписивање споразума и уговора са другим земљама или међународним организацијама. Између осталог председник може да води монетарну политику, планира буџет, именује министре и амбасадоре.
За разлику од других држава, ирански председник нема потпуну контролу над спољном политиком, оружаним снагама, нуклеарним програмима и привредним питањима од државног значаја, која су под контролом врховног вође.
Председника бирају грађани на изборима. Изабраник на власт може да остане најдуже 8 година и то у склопу два мандата. Садашњи вршилац дужности председника Ирана је Мохамед Мохбер.

## Списак председника Исламске Републике Иран (1980—садашњост)
| Име                          | Слика | Рођен−Умро | Долазак на власт  | Одлазак са власти            | Политичка партија                                     |
| ---------------------------- | ----- | ---------- | ----------------- | ---------------------------- | ----------------------------------------------------- |
| Абулхасан Банисадр           |       | 1933—2021  | 4. фебруар 1980.  | 22. јун 1981. (у изгнанству) | Самосталан                                            |
| Привремено председничко веће |       |            | 22. јун 1981.     | 2. август 1981.              |                                                       |
| Мухамед-Али Ражаи            |       | 1933—1981. | 2. август 1981.   | 30. август 1981. (убијен)    | Исламска републиканска партија                        |
| Привремено председничко веће |       |            | 30. август 1981.  | 13. октобар 1981.            |                                                       |
| Али Хамнеј                   |       | 1939—      | 13. октобар 1981. | 3. август 1989.              | Исламска републиканска партија                        |
| Акбар Хашеми Рафсанжани      |       | 1934—2017. | 3. август 1989.   | 3. август 1997.              | Савез борбеног клера (Jame'e-ye Rowhaniyat-e Mobarez) |
| Мохамед Хатами               |       | 1943—      | 3. август 1997.   | 3. август 2005.              | Савез борбеног клера                                  |
| Махмуд Ахмадинежад           |       | 1956—      | 3. август 2005.   | 3. август 2013.              | Савез градитеља исламског Ирана                       |
| Хасан Рухани                 |       | 1948—      | 3. август 2013.   | 3. август 2021.              | Умерена и развојна странка                            |
| Ебрахим Раиси                |       | 1960—2024  | 3. август 2021.   | 19. мај 2024. (погинуо)      | Савез борбеног клера                                  |
| Масуд Пезешкијан             |       | 1954—      | 28. јул 2024.     | Тренутно                     | Независан                                             |